# Supereffizienter Schätzer
Bei supereffizienten Schätzern handelt es sich um besondere Punktschätzer aus der Schätztheorie, einem Teilgebiet der mathematischen Statistik. Die Besonderheit liegt darin, dass sie die Cramér-Rao-Schranke überall unterschreiten. Ein supereffizienter Schätzer besitzt daher einen echt geringeren mittleren quadratischen Schätzfehler als alle regulären und erwartungstreuen Schätzer, die bei der Cramér-Rao-Ungleichung betrachtet werden. Der bekannteste Vertreter supereffizienter Schätzer ist der James-Stein-Schätzer.

## Mathematische Definition
Gegeben sei ein d-parametriges statistisches Modell {\displaystyle ({\mathcal {X}},{\mathcal {A}},(P_{\vartheta })_{\vartheta \in \Theta })} mit dominierendem Maß {\displaystyle \mu }. Die Fisher-Informationsmatrix {\displaystyle I(\vartheta )} existiert und ist invertierbar. Diese Rahmenannahmen sind notwendig, da supereffiziente Schätzer nur Sinn ergeben, wenn die rechte Seite der Cramér-Rao-Ungleichung existiert. 
Ein Schätzer {\displaystyle T:{\mathcal {X}}\to \mathbb {R} ^{d}} für den Parameter {\displaystyle \vartheta \in \Theta \subset \mathbb {R} ^{d}} heißt supereffizient, falls für alle {\displaystyle \vartheta } gilt:
{\displaystyle \mathrm {E} _{\vartheta }\left[\|T-\vartheta \|^{2}\right]<\operatorname {Spur} (I(\vartheta )^{-1})}
Dabei handelt es sich bei {\displaystyle \operatorname {Spur} } um die Spurbildung einer Matrix.

## Existenz
Mittels der Van-Trees-Ungleichung lässt sich beweisen, dass supereffizente Schätzer für ein- oder zweiparametrige Modelle nicht existieren. Die Existenz für höherparametrige Modelle zeigt der eingangs erwähnte James-Stein-Schätzer.